# Autodesk Inventor
Autodesk Inventor és un programari CAD 3D paramètric basat en elements de modelatge desenvolupat i distribuït per Autodesk. "3D" significa que es creen models espacials. Tots els passos (elements) de modelatge, així com totes les dimensions (paràmetres) associades, es guarden individualment i s'assignen, la qual cosa significa que els models també es poden influir posteriorment d'una manera específica i controlada canviant els valors d'entrada. Com que aquest principi també s'aplica als conjunts, les seqüències de moviment mecànic també es poden mostrar com a seqüència de vídeo sense cap ajuda addicional.

Animació o simulació d'un hexàpode amb Inventor

La creació dels dibuixos necessaris de peces i conjunts individuals és un pas de treball independent en què els models 3D creats anteriorment simplement es mostren en forma imprimible i es proporcionen comentaris addicionals. Els dibuixos estan vinculats associativament als models, la qual cosa significa que qualsevol canvi als models (3D) s'actualitza automàticament als dibuixos (2D).

Animació o simulació d'un motor de 4 temps amb Inventor

Autodesk Inventor s'ha desenvolupat recentment i no es basa en AutoCAD. També es gestiona de manera fonamentalment diferent a l'aplicació. El propi ShapeManager d'Autodesk, que també s'utilitza en altres aplicacions d'Autodesk com AutoCAD, s'utilitza com a nucli de geometria. ShapeManager es deriva del nucli de geometria ACIS.

## Mètodes de modelització
Un mètode de modelatge és modelar totes les peces individuals com a parts separades. A continuació, els ajunteu en un muntatge utilitzant les anomenades dependències. Les dependències poden enllaçar superfícies, eixos, punts i línies i, per tant, restringir o fixar el moviment i la posició entre si. Si la geometria d'una part del conjunt canvia, totes les peces que depenen d'aquesta peça també canvien. A més de la posició i el moviment d'un component, la seva geometria també es pot veure influenciada per una altra peça. També és possible modelar components directament en un conjunt.
Un altre mètode, el mètode de l'espai de disseny, comença primer amb una forma bàsica simplificada. Aquest formulari bàsic pot ser un esbós 2D o un model 3D en el qual s'introdueixen els marcadors de posició per a les peces a instal·lar. Els models de components individuals es retallen o modelen a partir de la forma bàsica mitjançant l'enllaç de dades i es complementen amb els detalls necessaris. Això provoca automàticament la concordança de models de components que, com a descendents del model mestre comú, adopten tots els canvis dimensionals que s'hi fan a les seves pròpies ubicacions corresponents.
Una altra opció és l'anomenat modelatge multicossos. Aquí, en un esborrany o un component mestre, es creen diversos cossos sòlids dins d'un fitxer de component (.ipt). Les peces individuals o els conjunts complets (.iam) es poden derivar d'aquest component mestre mitjançant una ordre, que al seu torn estan connectades de manera associativa amb el component mestre. L'avantatge aquí és que els canvis paramètrics afecten diversos cossos sòlids, reduint així significativament l'esforç d'actualització o postprocessament en comparació amb la metodologia de baix a dalt.

## Àmbits d'aplicació
Autodesk Inventor va ser dissenyat específicament per al disseny mecànic i s'utilitza especialment en enginyeria mecànica, fabricació d'eines, processament de xapa i enginyeria de plantes.
El paquet consta de diversos components. El programari Autodesk Inventor real és un paquet de modelatge 3D amb la capacitat de crear models i conjunts 3D paramètrics. D'això es poden derivar dibuixos en 2D i es poden crear animacions. Les extensions proporcionen potents funcions addicionals per a aplicacions i indústries especials. Amb Inventor Studio podeu obtenir representacions 3D fotorealistes.